# Olympia 〜JAM Project BEST COLLECTION IV〜
『Olympia 〜JAM Project BEST COLLECTION IV〜』（オリンピア・ジャム・プロジェクト・ベスト・コレクション・フォー）は、JAM Projectの4枚目のベストアルバム。2006年4月5日にLantisから発売された。

## 概要
- 前作「JAM-ISM 〜JAM Project BEST COLLECTION III〜」から約1年7ヶ月ぶりのリリースであり、2006年の作品としては2作目のリリースとなった。
- 初回プレス盤のみの特典として応募券が同梱され、同日発売のライブDVD『KING GONG』に同梱されている応募用紙に応募券を貼って送ると、当時のメンバーである影山ヒロノブ、松本梨香、遠藤正明、きただにひろし、奥井雅美、福山芳樹の6人で歌う「鋼の救世主」が贈られた。

## 収録曲
1. GONG（Album version） [5:50]
作詞：影山ヒロノブ、作曲：河野陽吾・影山ヒロノブ、編曲：河野陽吾
2. 牙狼 〜SAVIOR IN THE DARK〜 [4:26]
作詞・作曲：影山ヒロノブ、編曲：須藤賢一
3. Olympia [9:52]
作詞：遠藤正明・きただにひろし・奥井雅美、作曲：河野陽吾・影山ヒロノブ、編曲：河野陽吾
4. 限界バトル [4:09]
作詞：影山ヒロノブ・奥井雅美、作曲：影山ヒロノブ、編曲：河野陽吾
5. 迷宮のプリズナー [4:01]
作詞・作曲：影山ヒロノブ、編曲：須藤賢一
6. Battle Communication!! [5:14]
作詞：影山ヒロノブ、作曲：きただにひろし・影山ヒロノブ、編曲：須藤賢一
7. 未来への咆哮 [4:45]
作詞・作曲：影山ヒロノブ、編曲：須藤賢一
8. Protect you [4:03]
作詞：遠藤正明・奥井雅美、作曲：奥井雅美、編曲：河野陽吾
9. Fencer of GOLD [4:00]
作詞：きただにひろし・奥井雅美、作曲：きただにひろし、編曲：河野陽吾
10. Name of the Truth [4:14]
作詞・作曲：きただにひろし、編曲：河野陽吾
11. 星空のレクイエム [4:19]
作詞：影山ヒロノブ、作曲・編曲：福山芳樹
12. 熱風!疾風!サイバスター [4:59]
作詞：田中麻衣子・小泉正宏、作曲：田中伸一、編曲：河野陽吾
13. Brother in Faith [7:00]
作詞：奥井雅美、作曲：影山ヒロノブ、編曲：河野陽吾

## タイアップ
| 曲名                        | タイアップ                                                                     |
| --------------------------- | ------------------------------------------------------------------------------ |
| GONG                        | PS2『第3次スーパーロボット大戦α 終焉の銀河へ』オープニングテーマ               |
| 牙狼 〜SAVIOR IN THE DARK〜 | テレビ東京系ドラマ『牙狼-GARO-』オープニングテーマ                             |
| 限界バトル                  | テレビ東京系アニメ『遊☆戯☆王デュエルモンスターズGX』エンディングテーマ         |
| 迷宮のプリズナー            | OVA『スーパーロボット大戦ORIGINAL GENERATION THE ANIMATION』オープニングテーマ |
| 未来への咆哮                | PCゲーム『マブラヴ オルタネイティヴ』挿入歌                                    |
| Protect you                 | OVA『スーパーロボット大戦ORIGINAL GENERATION THE ANIMATION』エンディングテーマ |
| Name of the Truth           | OVA『スーパーロボット大戦ORIGINAL GENERATION THE ANIMATION』エンディングテーマ |
| 星空のレクイエム            | OVA『スーパーロボット大戦ORIGINAL GENERATION THE ANIMATION』エンディングテーマ |
| 熱風!疾風!サイバスター      | OVA『スーパーロボット大戦ORIGINAL GENERATION THE ANIMATION』挿入歌             |
| Brother in Faith            | PS2『第3次スーパーロボット大戦α 終焉の銀河へ』エンディングテーマ               |